# Farmacia Faltis
Famacia Faltis este o clădire cu statut de monument istoric (cod: BR-II-m-B-02101) localizată în municipiul Brăila. A fost înălțată în 1894. Neîntrerupt, din 1894,  imobilul adăpostește o farmacie ale cărei baze au fost puse de către Ion Faltis, om de știință brăilean.
Actuala farmacie Faltis a fost înființată de farmacistul Ion Faltis, de origine cehă, în anul 1894, fiind a 6-a farmacie comunitară deschisă in Brăila.
Denumirea ei inițială a fost farmacia "Doctor Davilla", dupa naționalizare numindu-se Farmacia 12
Fiul lui Ion Faltis, Dumitru, de asemenea farmacist, preia conducerea farmaciei în 1936, după moartea tatalui său, ducând mai departe tradiția și renumele dobandite.
O dată cu cumpararea clădirii în anul 1992, farmacistul Ion Bobaru numește farmacia în memoria celui care a înființat-o - "Farmacia Faltis".
Precum predecesorul său, Ion Bobaru are și el un fiu, Liviu (tot farmacist) cu care colaborează inițiindu-l în tainele preparării medicamentelor și care va conduce destinele farmaciei după ce tatăl lui va trece la cele veșnice.
La aniversarea a doua secole de existență, presa va aminti poate ciudata coincidență că două familii de farmaciști au condus destinele acestei farmacii facând din profesie un cult și din slujirea pacienților un țel.